# Kommission Ortoli

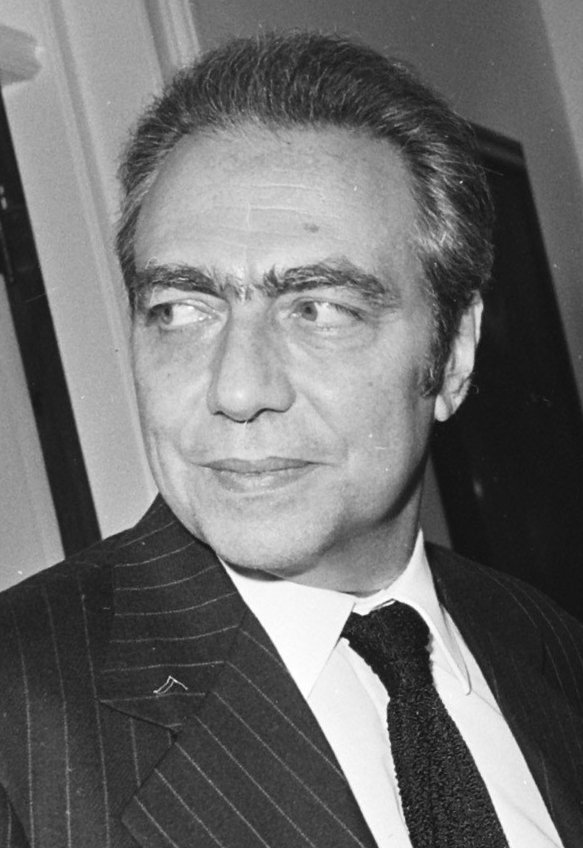
Francois Xavier Ortoli (1973)

Die EG-Kommission Ortoli war von 1973 bis 1977 im Amt. Die Farbe bedeute die politische Zugehörigkeit (blau = Christdemokraten/EVP, rot = Sozialdemokraten, gelb = Liberaldemokraten, grau = Gaullisten oder Konservative).
| Ressort                                                               | Kommissar                | Staat                  | Partei       |
| --------------------------------------------------------------------- | ------------------------ | ---------------------- | ------------ |
| Präsident                                                             | François-Xavier Ortoli   | Frankreich             | RPR          |
| Vizepräsident, Soziale Angelegenheiten                                | Patrick Hillery          | Irland                 | Fianna Fáil  |
| Vizepräsident, Wirtschaft, Währung, Finanzen                          | Wilhelm Haferkamp        | Deutschland            | SPD          |
| Vizepräsident, Steuern und Energie                                    | Henri François Simonet   | Belgien                | PS           |
| Vizepräsident, Äußeres                                                | Christopher Soames       | Vereinigtes Königreich | Konservative |
| Vizepräsident, Angelegenheiten des Parlaments, Umweltpolitik, Verkehr | Carlo Scarascia-Mugnozza | Italien                | DC           |
| Entwicklungszusammenarbeit                                            | Jean-François Deniau     | Frankreich             | RI           |
| Entwicklung                                                           | Claude Cheysson          | Frankreich             | PS           |
| Forschung, Wissenschaft, Ausbildung                                   | Ralf Dahrendorf          | Deutschland            | FDP          |
| Wettbewerb                                                            | Albert Borschette        | Luxemburg              |              |
| Landwirtschaft                                                        | Pierre Lardinois         | Niederlande            | KVP          |
| Binnenmarkt, Zollunion                                                | Finn Olav Gundelach      | Dänemark               |              |
| Regionalpolitik                                                       | George Thomson           | Vereinigtes Königreich | Labour       |
| Industrie und Technologie                                             | Altiero Spinelli         | Italien                | PCI          |

1. ↑  Cesidio Guazzaroni (1976–1977).